# Minatitlán
För andra betydelser, se Minatitlán (olika betydelser).

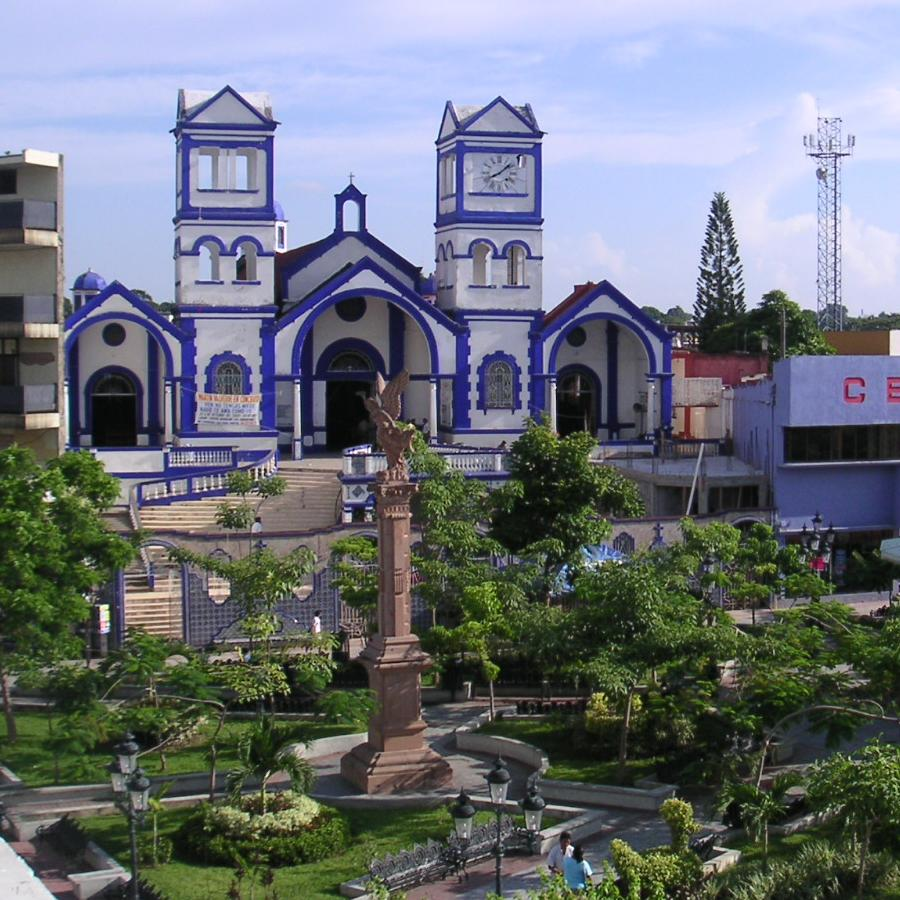
Det centrala torget i Minatitlán

Minatitlán är en stad i Mexiko, belägen i delstaten Veracruz. 153 000 invånare i centralorten (2005; inklusive delar i grannkommunen Cosoleacaque); 337 000 invånare med förorter (2005).